# František Václav Habermann
František Václav Habermann, niem. Franz Johann Wenzel Habermann (ur. 20 września 1706 w Kynžvarcie, zm. 8 kwietnia 1783 w Chebie) – czeski kompozytor.

## Życiorys
Ukończył szkołę jezuicką w Klatovach, następnie studiował w Pradze. Podróżował po Francji, Włoszech i Hiszpanii. W 1731 roku otrzymał posadę kapelmistrza na dworze księcia Ludwika Antoniego de Bourbon-Condé w Paryżu, następnie pełnił analogiczną funkcję na dworze książęcym we Florencji. Po 1740 roku wrócił do Pragi, gdzie był kościelnym chórmistrzem. Od 1773 roku pełnił funkcję kantora w Chebie.
Wraz z Bohuslavem Matějem Černohorským i Janem Dismasem Zelenką należał do prekursorów stylu wczesnoklasycznego w muzyce czeskiej. Zasłynął przede wszystkim jako twórca oratoriów, pisał też muzykę religijną i utwory instrumentalne. Był również autorem niezachowanej do czasów współczesnych opery, wystawionej z okazji koronacji Marii Teresy w Pradze w 1743 roku. Fragmenty muzyki z mszy Habermanna wykorzystał Georg Friedrich Händel w swoich oratoriach Hercules i Jephtha, Koncercie organowym op. 7 nr 3 oraz XVII Klaviersuite.
Do grona jego uczniów należeli František Xaver Dušek i Josef Mysliveček.